# Fraktal
Fraktál je v matematiki objekt, ki ima vsaj eno od naslednjih lastnosti:
- vsebuje podrobnosti pri poljubni veliki ali majhni povečavi (glej simetrija),
- je preveč nepravilne oblike za opis z običajnimi geometrijskimi prijemi,
- je natančno ali statistično samopodoben,
- njegova razsežnost je večja od njegove topološke razsežnosti ali pa
- je določen rekurzivno.